# Даніелла Раш
Даніе́лла Мотлікова (нар. 17 вересня 1976 року, Сушиче, Чехословаччина), відома як Даніелла Раш (англ. Daniella Rush) — колишня чеська порноакторка. 

## Життєпис
У порноіндустрії була з 1999 по 2002 роки. 
У 2002 році потрапила в автомобільну аварію, після чого користується кріслом колісним.

## Нагороди та номінації
- 2000 Hot d'Or номінація — Best European New Starlet[6]
- 2001 Hot d'Or — Best European Actress[5]
- 2001 Ninfa Prize номінація — Best Supporting Actress — Presas Del Orgasmo[7]
- 2002 AVN Award номінація — Best Sex Scene in a Foreign Release — Face Dance Obsession[8]
- 2003 AVN Award номінація — Female Foreign Performer of the Year
- 2003 AVN Award номінація — Best Group Sex Scene, Film — Women of the World[9]